# جاي مورتنسون
جاي مورتنسون (بالإنجليزية: Jay Mortenson)‏ (مواليد 26 سبتمبر 1966) هو سبّاح من الولايات المتحدة، مثّل بلاده في الألعاب الأولمبية الصيفية 1988.

## روابط خارجية
جاي مورتنسون على موقع أوليمبيديا (الإنجليزية)